# 郭家岗战国女尸
郭家岗战国女尸又稱郭家岗女尸、战国女尸，出土于中華人民共和國湖北省荆门市沙洋县纪山镇郭店村郭家岗一号楚墓，是中国考古发掘所见年代最早（中國戰國時代中期或早中期）的古尸，比长沙马王堆一号汉墓女尸及江陵凤凰山168号汉墓古尸還要早约200年，被稱为“中国第一古尸”、“中国第一古湿尸”。郭家岗一号战国楚墓是纪山楚墓群中的楚国贵族墓葬之一。古尸出土後保存在荊門市博物館。

## 出土
1994年初，郭家岗一号楚墓被盗墓者盗掘，墓中户体及一大批文物被盗走。尸体被盗挖出来后，盜墓者将古尸身上的丝绸衣物全部撕掉，将其毛发也全部拔光，并在尸体的颈部套上绳索，将其从古墓中拖出，掩埋在距郭家岗一号墓约10米处的另一盗洞中。1994年4月14日，荆门市公安干警、文物考古工作者从盗洞中找到了古户。此时，古尸已被移位掩埋达45天。古尸被發現時赤身裸体，四肢弯曲，毛发以及头发无存，颈部套有绳索，并留下一勒痕。臀部、小腿、右手、踵部等处的皮肤大面积破损，髋关节、颈部骨骼已被拉脱。头部有个4釐米长的伤口。

## 女尸
郭家岗战国女尸死时年龄在65—70岁（一說70-75歲），AB血型，身高1.60米（一說1.62米），内脏器官及各部软组织则全部干瘪。皮肤呈暗褐色（一說黝黑）。在古户肠内容物中，检测出华支睾吸虫卵和鞭蟲卵。卵内的幼體均已死灭崩解。古尸体内支撑各脏器和组织的结缔组织胶原纤维仍有留存。